# قتل‌های هفتگانه بانوی سرخ‌پوش
قتل‌های هفتگانه بانوی سرخ‌پوش (ایتالیایی: La dama rossa uccide sette volte) یک فیلم جالو به کارگردانی امیلیو میرالیا است که در سال ۱۹۷۲ منتشر شد.

## بازیگران
- باربارا بوشه
- اوگو پالیائی
- مارینا مالفاتی
- مارینو مازه
- پیا جانکارو
- سیبیل دانینگ
- رودولف شاندلر
- کارلا مانچینی